# Еспонтон

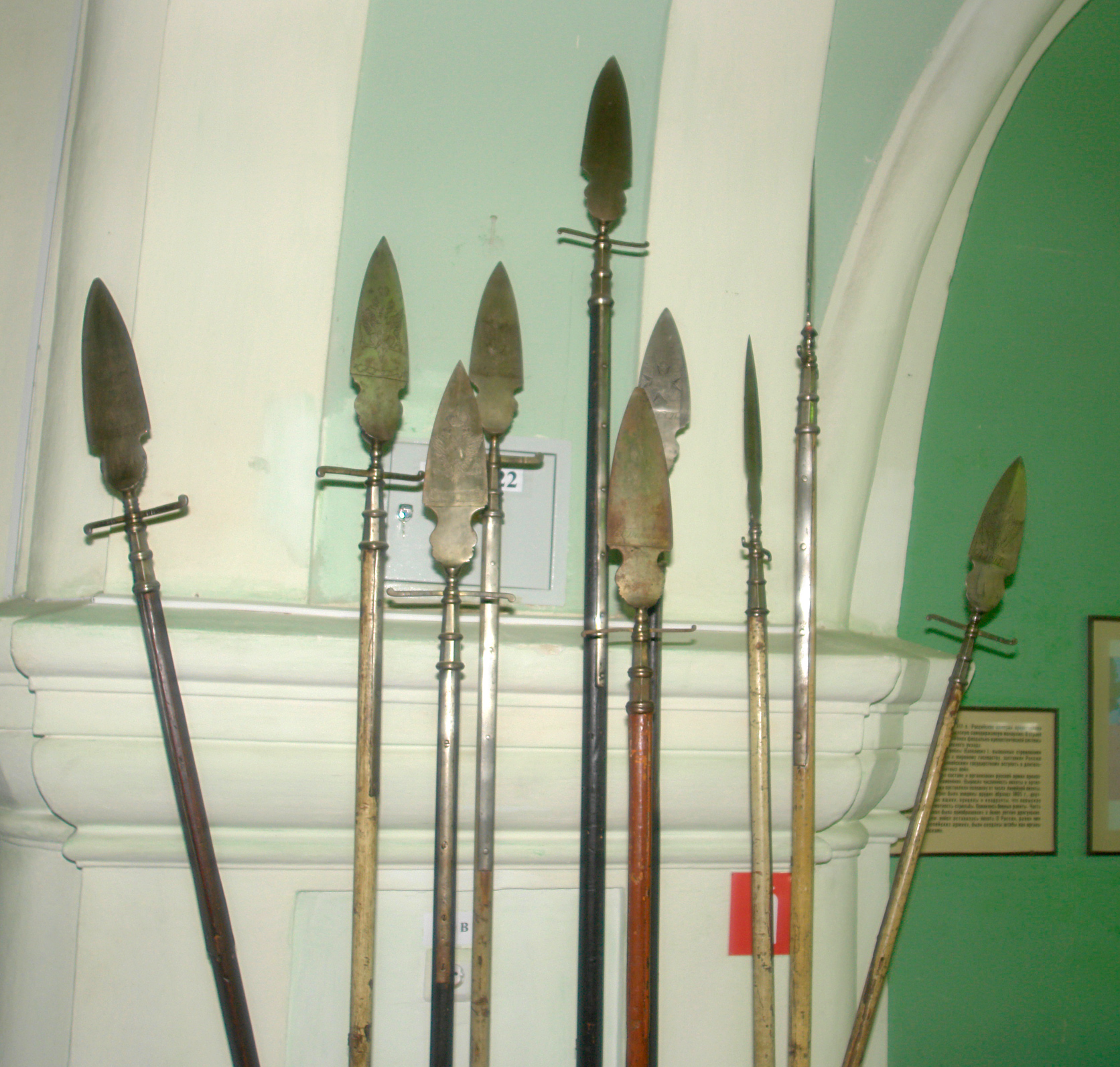
Еспонтони піхотних офіцерів Російської армії. Кінець XVIII — початок XIX століття

Еспонто́н (фр. esponton від лат. espietus, spedus, spentum — «спис») — колюча древкова холодна зброя, що складається з фігурного пера, тулії, хрестовини, що знаходиться між ними, шлейок і довгого древка. Еспонтони з'явилися в європейських арміях в XVI столітті, ставши відзнакою офіцерів. Таку ж роль в той же період виконував і протазан. І протазан і еспонтон мали вигляд списів з широкими наконечниками, але якщо у протазана наконечник був у формі сильно витягнутого трикутника (пізніше додалися бічні елементи), то у еспонтона був широкий листоподібний наконечник, що нагадує наконечники російських рогатин.

## Росія
У російській армії еспонтони з'явилися в 1731 (доти офіцери використовували протазани). Нижче наконечника закріплювалася китиця, у штаб-офіцерів із золотих і срібних шнурів, в обер-офіцерів з кольорових шовкових ниток. При Катерині II вони були скасовані, при Павлові I знову повертаються і остаточно скасовуються в 1807 році.
Характеристики російського офіцерського еспонтона — загальна довжина 2150 мм, довжина наконечника 370 мм, ширина 80 мм, діаметр древка 30 мм, вага 1200 г.

## Галерея

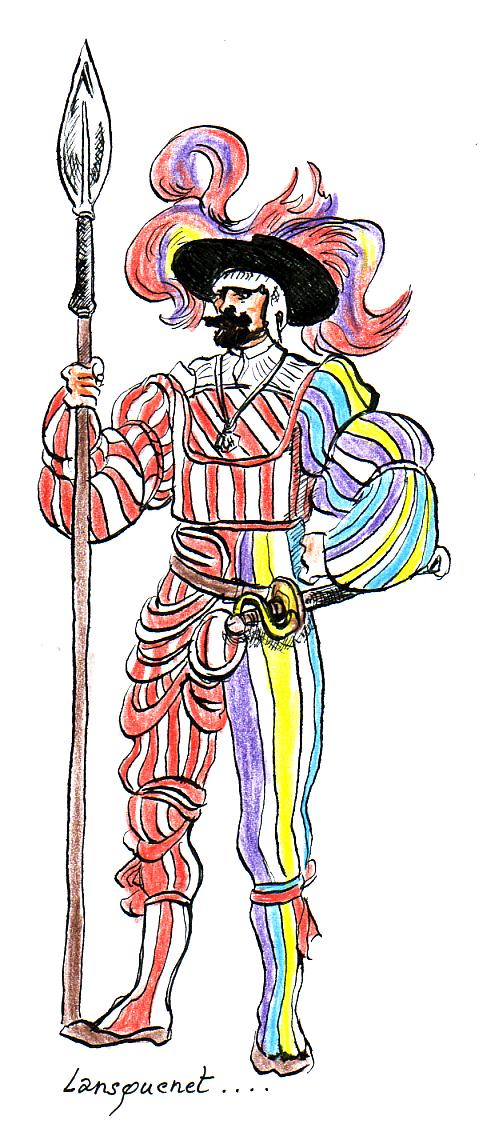
Ландскнехт з еспонтоном, початок XVI століття.
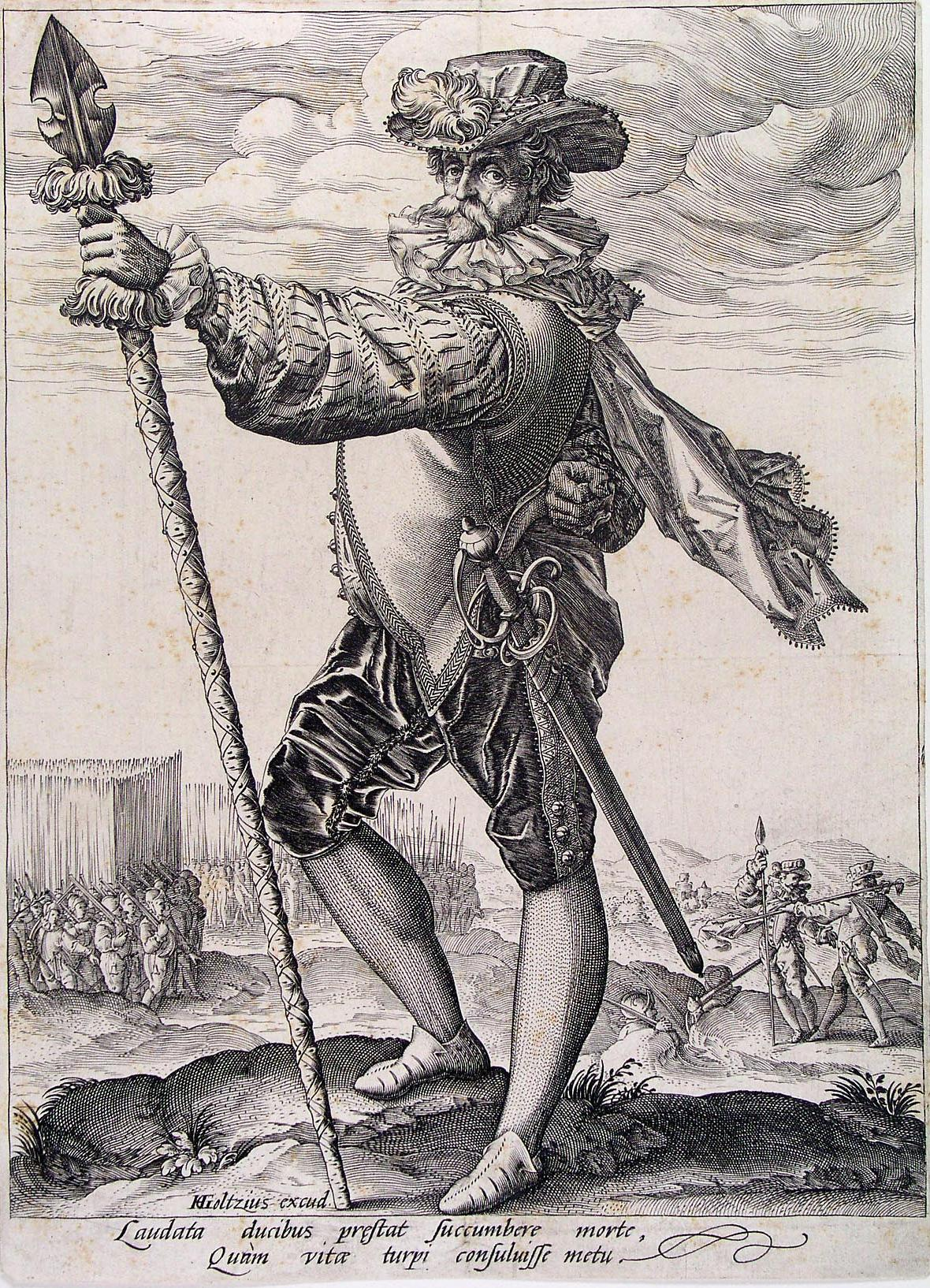
Офіцер кінця XVI ст з еспонтоном дещо незвичайної форми
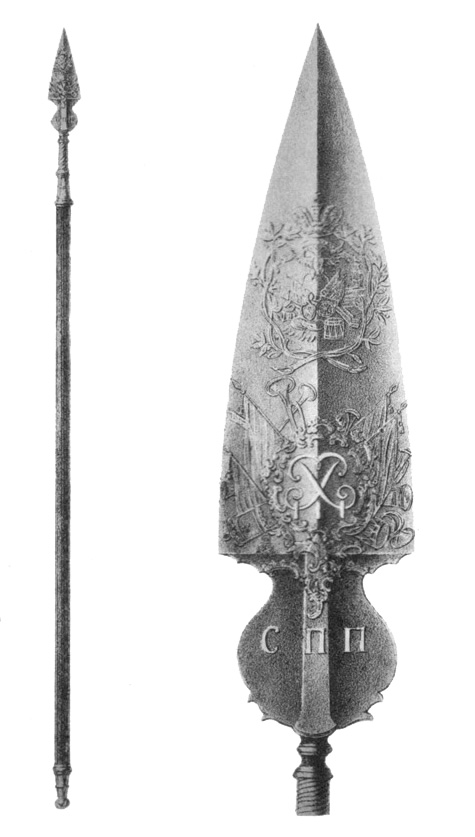
Еспонтон армійських офіцерів російської армії, 1762
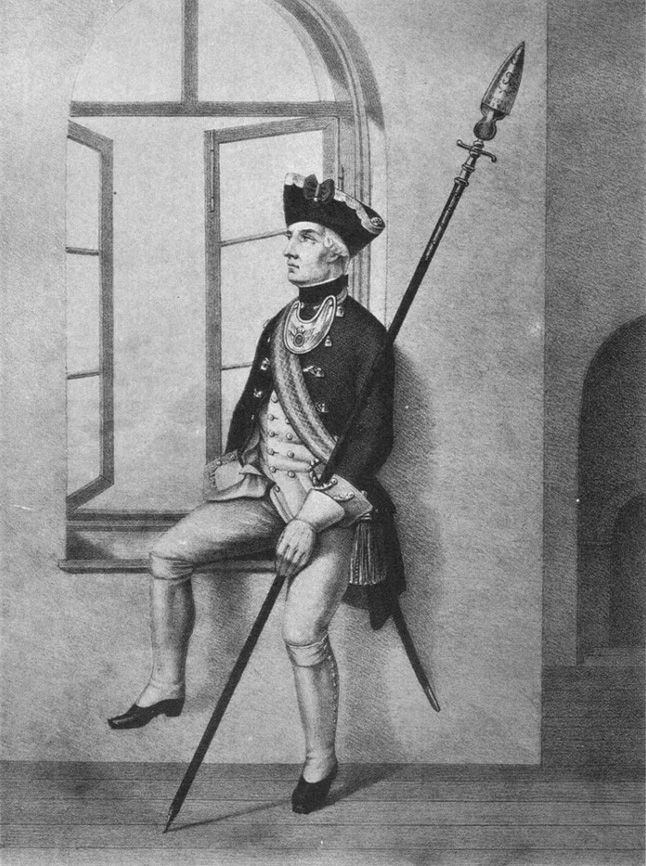
Піхотний офіцер з еспонтоном, 1756-1761
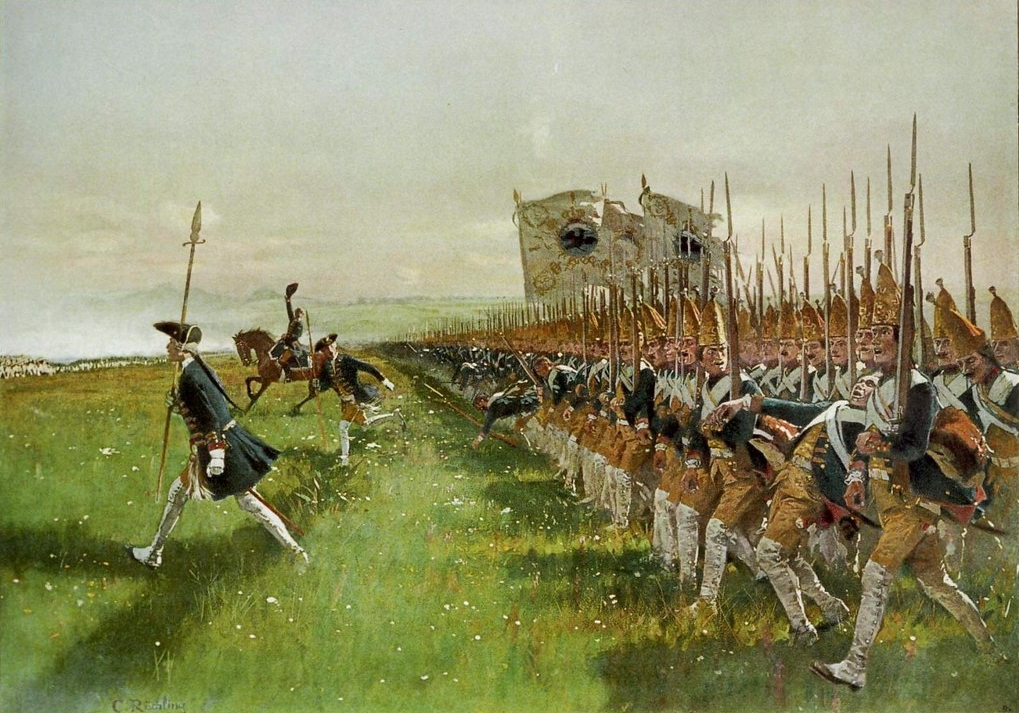
Офіцери з еспонтонами попереду строю гренадерів. Картина Карла Ройхлінга «Атака прусської піхоти»